# Кригер, Григорий Александрович
Григорий Александрович Кригер (Вевель фон Кригер) (1820 — 27 марта 1881) — русский вице-адмирал, губернатор, начальник Гидрографического департамента Морского министерства.

## Биография
Происходил из дворян. Родился в семье капитан-лейтенанта Александра Евграфовича Вевель фон Кригера (1787-1830) и его законной супруги Евдокии Васильевны Вевель фон Кригер. В 1831 году поступил в Морской кадетский корпус в Санкт-Петербурге, в 1835 году произведён в гардемарины. 23 декабря 1836 года окончил Морской корпус с производством в мичманы и оставлением в Офицерском классе; офицер Балтийского флота.
С 1839 года — на Черноморском флоте, адъютант главного командира Черноморского флота и портов адмирала М. П. Лазарева. Участвовал в десантной высадке при занятии Туапсе. В 1844 году переведён в Гвардейский экипаж. В 1845—1848 годах командовал кораблями Черноморского флота «Дротик» (1845—1848 годы) и «Калипсо» (1849—1850 годы), ходил в Средиземном море. В 1848 года произведён в капитан-лейтенанты.
В 1851 году назначен временно управляющим Черноморским гидрографическим депо в Николаеве. Прежним начальником депо был генерал-майор Н. М. Кумани, который также был управляющим гидрографическим отделением. В гидрографическом депо конструировали корабли, проектировали промышленные здания и жилье, печатали карты и атласы Чёрного моря и его побережья, издавали книги. Также депо поставляло на корабли различные мореходные инструменты. В октябре 1853 года началась Крымская война. Николаев стал основным тыловым городом, но готовился к возможной осаде.
С 1854 года — капитан 2-го ранга. Участвовал в Восточной войне 1853—1856 годов. В 1855 году назначен помощником вице-адмирала Н. Ф. Метлина по возведению укреплений вокруг Николаева и обороне города-порта.
В начале 1855 года российским императором стал Александр II. 26 сентября 1855 года Кригер назначен флигель-адъютантом Его Величества с оставлением в должности управляющего Черноморским гидрографическим депо.
В 1856 году произведён в капитаны 1-го ранга с назначением управляющим Черноморским гидрографическим отделением и начальником Черноморского гидрографического департамента.
В 1860 году назначен вице-директором Гидрографического департамента Морского министерства Российской империи.
27 июня 1861 года назначен состоять при министре внутренних дел П. А. Валуеве. C 30 августа 1861 года — контр-адмирал Свиты Его Императорского Величества.
Осенью 1861 года в Санкт-Петербург по инициативе великого князя Константина Николаевича была создана комиссия для изучения проблемы обмеления Азовского моря. В неё вошли академики К. М. Бэр, К. С. Веселовский, Э. Х. Ленц, Г. П. Гельмерсон, Л. Э. Стефани, А. А. Куник, а также представитель Морского министерства капитан 1-го ранга Г. А. Кригер. Первым решением комиссии было отправить экспедицию, которую в 1862 году осуществили академики К. М. Бэр и Г. И. Радде.
C 18 сентября 1861 года — военный губернатор города Ковно, гражданский губернатор Ковенской губернии. Сменил на этой должности Станислава Хоминского. Назначение состоялось на фоне усиления освободительного двидения в регионе. Поляк и католик Хоминский был переведён в Вологду. Генерал-губернатором Ковенской губернии на тот момент был Владимир Назимов. С 29 ноября 1861 года Кригер — военный начальник Ковенской губернии. Период губернаторства Кригера в Ковно пришёлся на первый этап проведения Крестьянской реформы, который начался с составления уставных грамот. Эти действия в основном были закончены к середине 1863 года.
В 1863—1865 годах — военный губернатор города Екатеринослав и екатеринославский гражданский губернатор.
14 октября 1869 года назначен членом Комитета морских учебных заведений. С 1872 года — командир Ревельского порта и директор балтийских маяков; в 1873 году произведён в вице-адмиралы.
С 1874 года — директор гидрографического департамента Морского министерства.
Григорий Александрович Кригер умер 27 марта 1881 года.